# Dobročinný spolek žen Josefina Černochová
Dobročinný spolek žen „Josefina Černochová“ byla charitativní a kulturní organizace, založená v Olomouci v roce 1904 k poctě Josefíny Špačkové Černochové (1840–1902). V roce 1924 se tato organizace oficiálně přejmenovala na Dobročinný spolek žen na Nové Ulici, původní název se ale někdy používal i nadále a je možné se setkat také s označením Dobročinný spolek žen na Úřední čtvrti. Spolek se zabýval kulturní a vlasteneckou činností, pořádal staročeské besedy, předvádění prostonárodních zvyků a organizoval divadelní představení. Své snahy směřoval také k péči o chudé, do roku 1929 se staral o stravování školních dětí.

## Historie
Spolek byl založen roku 1904. Akce spolku probíhaly obvykle v Národním domě, kde byla ve spolupráci s děvčaty a chlapci ze Sokola předváděna například hra „Přástky, prostonárodní zvyk z Hané“ od Františka Serafinského Procházky. Sdružení pořádalo divadelní představení – v roce 1929 představilo s pomocí ochotníků veselohru Maličká, ale naše od Richarda Havelky. Jinou předvedenou hrou byl kus Palackého třída číslo 27 od Františka Ferdinanda Šamberka v červnu 1930.
V roce 1939 spolek zajistil organizaci výstavy produktů Zemského gobelinového a kobercového ústavu ve Valašském Meziříčí, včetně gobelínu „Kapitol ve Washingtoně“, určeného pro Světovou výstavu v New Yorku. Pro přátele a příznivce pořádal Dobročinný spolek žen „staročeské besedy“, jejichž účelem bylo „milé pobavení“. Ve dvoraně Národního domu organizoval spolek podávání odpoledního čaje. Spolek se snažil také o rozvoj horní části čtvrti Nová Ulice, takzvané Úřední čtvrti. V této oblasti spolek „podporoval vše české“ a položil základ ke zbudování místní knihovny.
Kromě péče o českou obecní školu a dvě mateřské školy na Nové Ulici podporoval Dobročinný spolek žen také menšinovou školu v Mladějovicích u Šternberka. Spolek přispíval těmto školám finančně, ve 20. letech každoročně 1000 Kč mladějovské a novoulické obecní škole, 500 Kč novoulické měšťanské škole a 100 Kč novoulické mateřské škole. Během vánočních svátků zprostředkovával spolek školám peněžní dary, oblečení, cukrovinky a vánočky. V roce 1929 převzala péči o stravování školních dětí Národní jednota na Nové Ulici.